# Fredrik Reinfeldt

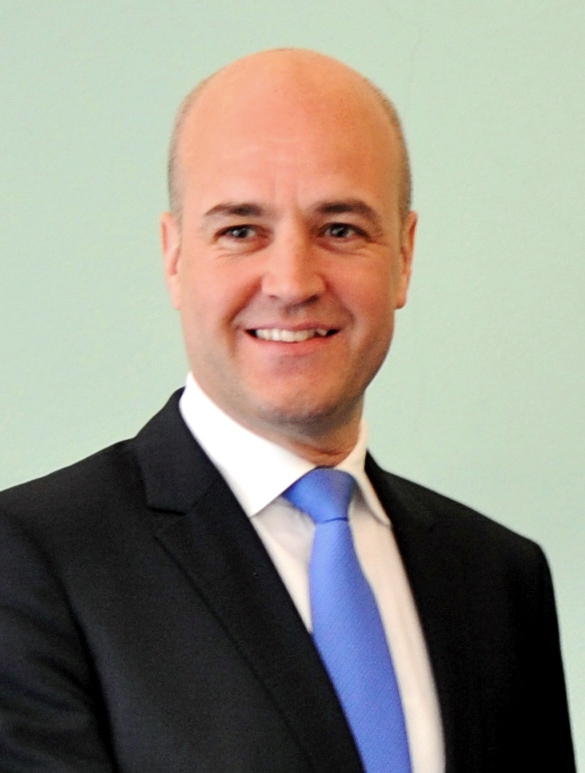
Fredrik Reinfeldt (2013)

John Fredrik Reinfeldt (* 4. August 1965 in Österhaninge, Stockholms län) ist ein ehemaliger schwedischer Politiker. Er war von Oktober 2003 bis Januar 2015 Vorsitzender der liberal-konservativen Moderaten Sammlungspartei (M) und war von Oktober 2006 bis Oktober 2014 Ministerpräsident von Schweden. Von März 2023 bis März 2025 war er Präsident des schwedischen Fußballverbands.

## Werdegang

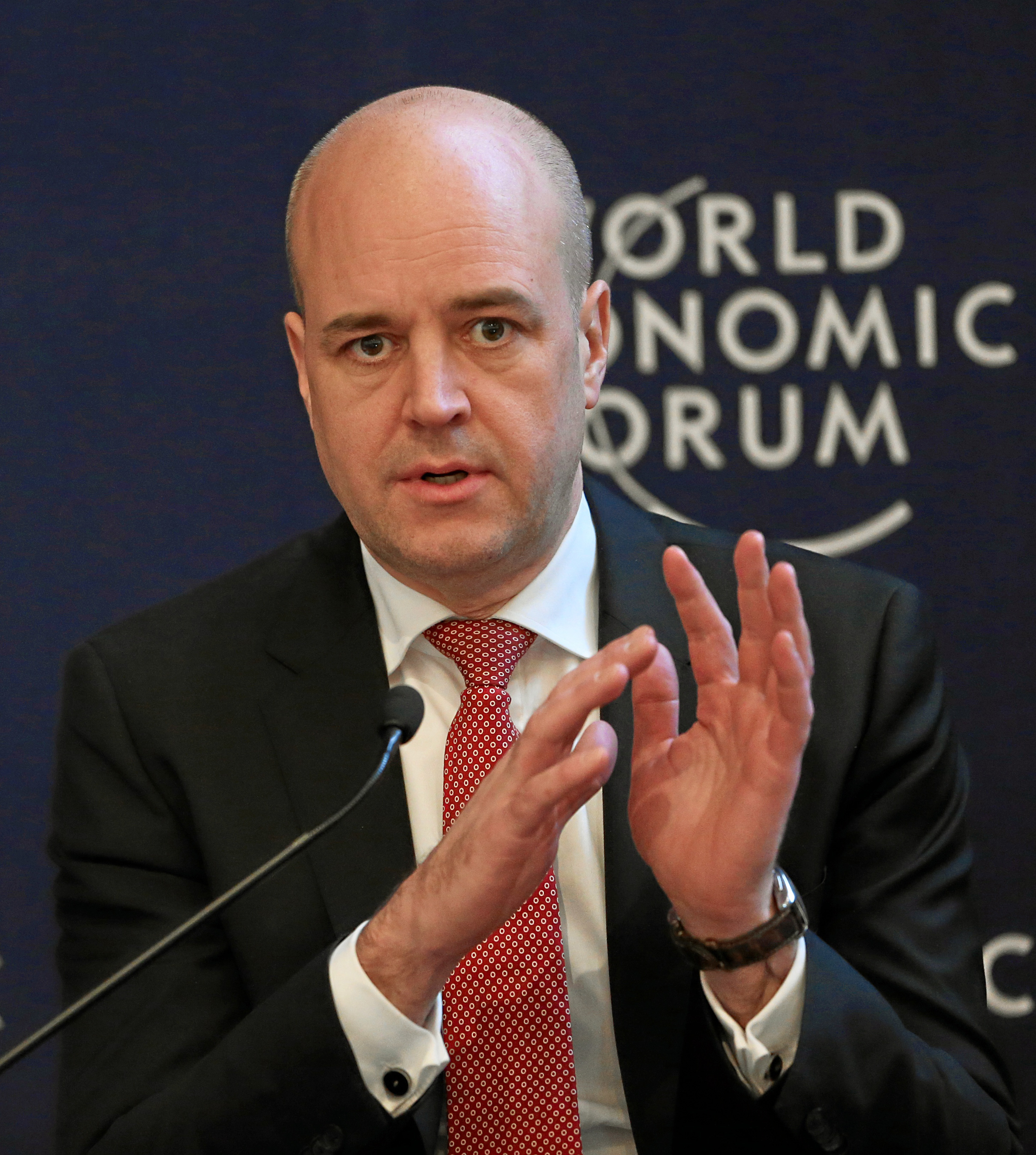
Reinfeldt während des WEFs 2013

Reinfeldt trat 1983 in den Moderaten Jugendverband (Moderata ungdomsförbundet, MUF), die Jugendorganisation der Moderaten Sammlungspartei, ein. Während seines wirtschaftswissenschaftlichen Studiums an der Universität Stockholm war er 1988/89 Vorsitzender der konservativen Studentenorganisation Bürgerliche Studenten – Opposition '68. Nach seinem Studienabschluss 1990 wurde er 1991 erstmals in den Schwedischen Reichstag gewählt.
1992 wurde Reinfeldt in einer Kampfabstimmung mit 58:55 Stimmen zum neuen Vorsitzenden des Moderaten Jugendverbandes gewählt. Er vertrat dabei eine konservative Gruppierung, die in Opposition zur neoliberalen Ausrichtung des damaligen Vorsitzenden Ulf Kristersson stand. In dieser Funktion, die er bis 1995 innehatte, unterstützte Reinfeldt zunächst die Politik der damaligen bürgerlichen Regierungskoalition unter Führung des Vorsitzenden der Moderaten, Carl Bildt, der in der Wirtschaftskrise zu Beginn der 1990er Jahre den Schulterschluss mit den oppositionellen Sozialdemokraten suchte, kritisierte aber im Lauf der Zeit die Parteiführung immer offener. 1993 veröffentlichte er das Buch Das schlafende Volk (Det sovande folket), in dem er den schwedischen Wohlfahrtsstaat scharf attackierte und für einen gesellschaftlichen Wandel im Geiste des Neoliberalismus eintrat. Nach der Wahlniederlage der bürgerlichen Parteien 1994 griff er den Parteivorsitzenden Carl Bildt offen an, dem er eine zu große Dominanz innerhalb der Partei vorwarf. In seinem kurz darauf veröffentlichten Buch Der Nostalgietrip (Nostalgietrippen) zeichnete Reinfeldt ein Dutzend Mitglieder der moderaten Parteiführung als „Carl-Bildt-Kopien“. Das trug ihm scharfe Kritik der moderaten Reichstagsfraktion ein, die der Meinung war, Reinfeldt habe die Grenzen des Zumutbaren überschritten. Nach einer Fraktionssitzung am 14. Februar 1995, die Reinfeldt später als „einen einzigen großen Anschiss“ beschrieb, mäßigte er seine Kritik und positionierte sich im politischen Mittelfeld der Partei, wurde aber in den folgenden Jahren mit keiner wichtigen politischen Aufgabe mehr betraut. Im Jahre 1997 war Reinfeldt der erste Präsident der neugegründeten Jugend der Europäischen Volkspartei (YEPP). Erst 1999, nachdem Bo Lundgren zum neuen Parteivorsitzenden gewählt worden war, wurde Reinfeldt in den Fraktionsvorstand gewählt. Von 2001 bis 2002 war er Vorsitzender des Rechtsausschusses des Reichstags.
Nach der schweren Wahlniederlage der Moderaten Sammlungspartei in der Reichstagswahl 2002 wurde Reinfeldt Fraktionsvorsitzender, Wirtschaftssprecher und stellvertretender Vorsitzender des Haushaltsausschusses.

### Parteivorsitzender Moderate Sammlungspartei
Am 25. Oktober 2003 wurde Reinfeldt einstimmig zum neuen Parteivorsitzenden gewählt. In dieser Funktion setzte er rasch deutliche Änderungen in der politischen Ausrichtung der Partei durch, die er stärker zur Mitte hin orientierte. Unter anderem wurde die Forderung nach umfassenden Steuersenkungen fallengelassen und das schwedische Modell des Wohlfahrtsstaates weniger kritisch gesehen. Für diese Veränderungen wurde, in Anlehnung an Tony Blairs Slogan New Labour aus den 1990ern, mit der dieser seinen Umbau der britischen Labour Party belegt hatte, das Schlagwort neue Moderaten geprägt; außerdem wurde der Slogan Schwedens neue Arbeiterpartei genutzt, mit dem man die Sozialdemokraten (Sozialdemokratische Arbeiterpartei) angriff. Parteiintern waren diese Neuerungen nicht unumstritten – Kritiker sahen die Partei nunmehr von der linksgerichteten Rhetorik der Sozialdemokratie beherrscht, während die Befürworter den Wandel für notwendig hielten, um Wahlen gewinnen zu können. Sie wurden durch Meinungsumfragen bestätigt, die zwischen 2002 und 2005 eine Verdoppelung der Zustimmungswerte auswiesen.

### Ministerpräsident von Schweden
2004 war Reinfeldt treibende Kraft bei der Bildung des bürgerlichen Wahlbündnisses Allianz für Schweden (Allians för Sverige), das die Reichstagswahl 2006 für sich entscheiden und damit die sozialdemokratische Regierung unter Göran Persson ablösen konnte.
Mit der schwedischen EU-Ratspräsidentschaft 2009 wurde Reinfeldt am 1. Juli 2009 turnusgemäß Vorsitzender des Europäischen Rates. Er war zugleich der letzte Politiker in diesem Amt, da im selben Halbjahr der Vertrag von Lissabon in Kraft trat, mit dem der rotierende Ratsvorsitz abgeschafft und durch eine eigenständige Ratspräsidentschaft abgelöst wurde. Nach der Niederlage der „Allianz für Schweden“ und dem Sieg der „Rotgrünen“ bei der Reichstagswahl 2014 wurde er im Oktober 2014 von Stefan Löfven als Ministerpräsident abgelöst.
Reinfeldt war in seinem Amt als Ministerpräsident von Schweden in einer kurzen Szene eines ironischen Clips zu sehen, der als Pausenfüller während des Finales des Eurovision Song Contest 2013 in Malmö ausgestrahlt wurde.

### Nach dem Rückzug aus der Politik
Nach der verlorenen Reichstagswahl kündigte Reinfeldt seinen Rücktritt vom Parteivorsitz der Moderaten an.  Er verließ den Reichstag zum Jahresende 2014 und wurde am 10. Januar 2015 von Anna Kinberg Batra als Parteivorsitzender abgelöst.
2015 veröffentlichte Reinfeldt die Autobiographie Halvvägs (Auf halbem Weg).  2016 veröffentlichte er mit Nya livet (Das neue Leben) ein Buch über die Herausforderungen einer alternden Gesellschaft und der technologischen Entwicklung.  Zwischen dem 29. Dezember 2016 und dem 9. Januar 2017 strahlte der Fernsehsender Sveriges Television die Serie Toppmötet (Das Spitzentreffen) aus, in der Reinfeldt Condoleezza Rice, Jens Stoltenberg, Anders Fogh Rasmussen und Tony Blair interviewte – vier internationale Politiker, mit denen er als Ministerpräsident zusammengearbeitet hatte.

## Privates
Im Jahr 1989 lernte Reinfeldt seine spätere Ehefrau Filippa Holmberg auf einem Kongress der Moderaten Jugend kennen. Drei Jahre später heiratete das Paar in Stockholm. Aus der Ehe gingen drei gemeinsame Kinder hervor: Gustav, Erik und Ebba. Filippa Reinfeldt war Gemeindedirektorin (kommunalråd) im gemeinsamen Wohnort Täby, bis sie am 7. November 2006 vom Provinziallandtag von Stockholm zur Leiterin des Gesundheitswesens (sjukvårdslandstingsråd) gewählt wurde. Das Paar gab im März 2012 seine Trennung bekannt, im Juli wurden die Scheidungspapiere eingereicht. Seit dem 20. Februar 2013 ist das Paar geschieden. Reinfeldt ist Anhänger des Sportvereins Djurgårdens IF. Im März 2023 wurde er zum Präsidenten des schwedischen Fußballverbandes gewählt.